# Orimarga carnosa
Orimarga carnosa là một loài ruồi trong họ Limoniidae. Chúng phân bố ở miền Australasia.